# Primula tardiflora
Primula tardiflora är en viveväxtart som först beskrevs av C.M. Hu, och fick sitt nu gällande namn av C.M. Hu. Primula tardiflora ingår i släktet vivor, och familjen viveväxter. Inga underarter finns listade i Catalogue of Life.